# Frontière entre l'Argentine et le Chili
La frontière terrestre entre l'Argentine et le Chili est la plus longue frontière internationale d'Amérique du Sud et la troisième plus longue du monde après celles qui courent entre le Canada et les États-Unis et entre le Kazakhstan et la Russie. D'une longueur de 5308 kilomètres, elle sépare l'Argentine du Chili le long de la cordillère des Andes puis sur les îles de la Terre de Feu.

## Tracé

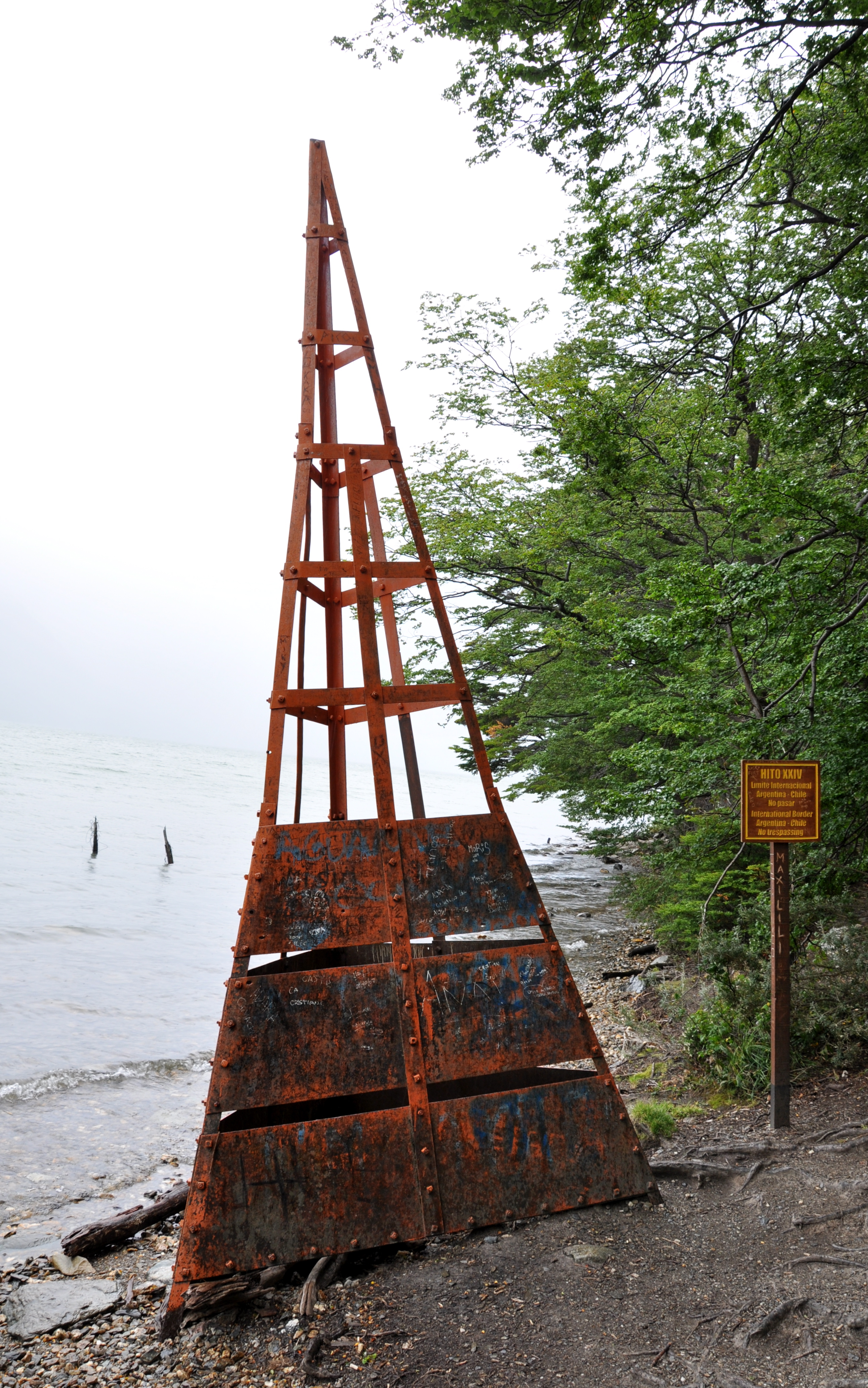
La borne frontière hito XXIV en Terre de Feu, sur la berge du canal Beagle.

L'extrémité nord de la frontière est un tripoint qu'elle forme avec celles qui courent entre l'Argentine et la Bolivie et entre la Bolivie et le Chili dans le désert d'Atacama. Elle se prolonge en direction du sud jusqu'à l'embouchure atlantique du détroit de Magellan et se termine sur la grande île de la Terre de Feu. Elle la sépare en deux jusqu'à sa côte sud à quelques kilomètres à l'ouest d'Ushuaïa.
Jusqu'en novembre 1984, la frontière dans la zone australe, au sud du 45e parallèle, n'était pas définitivement établie et fut l'objet de conflits dans les années 1970, mais après de longues négociations et la médiation du pape Jean-Paul II elle fut fixée et reconnue par le traité de Paix et d'Amitié entre l'Argentine et le Chili de 1984, signé au Vatican puis approuvé par les assemblées des deux pays.
Il ne restait qu'une portion du champ de glace Sud de Patagonie, dans la région de Magallanes et de l'Antarctique chilien, province de Última Esperanza, à délimiter précisément sur la glace entre le mont Fitz Roy et le Cerro Daudet, délimitation officialisée le 16 décembre 1998 par un accord entre l'Argentine et le Chili.